# Franz Trenk
Franz Trenk (* 29. Januar 1899 in Graz; † 1. September 1960) war ein österreichischer Industrie- und Landschaftsmaler.

## Leben

### Studium
Franz Trenk studierte Malerei an der Grazer Landeskunstschule bei Alfred Zoff (1852–1927) und Anton Marussig (1868–1925) und an der Wiener Akademie der bildenden Künste bei Karl Sterrer (1885–1972). 
Während des Studiums wurde er Mitglied der Studentenverbindung Akademischer Turnverein Graz (ATV).

### Zwischenkriegszeit
In der Zeit zwischen den Kriegen war die Ölmalerei seine bevorzugte Technik. Thematisch stand die Landschaft (Alpen, Mittelmeer) im Vordergrund. In seinen stärksten Bildern näherte er sich der expressiven Kraft und Dichte etwa eines Alfons Walde. Für diese Leistungen wurde er mit zwei Österreichischen Staatspreisen und zwei Goldenen Staatsmedaillen geehrt.

### Nationalsozialismus
Trenk beantragte am 27. Mai 1938 die Aufnahme in die NSDAP und wurde rückwirkend zum 1. Mai aufgenommen (Mitgliedsnummer 6.282.518). Nach eigenen Angaben war er bereits seit 1933 im NS-Lehrerbund und seit 1937 illegales Mitglied der NSDAP gewesen. Seine anfängliche Begeisterung für den Nationalsozialismus dürfte schnell nachgelassen haben, als er seine jüdischen Freunde und Kollegen bespitzeln sollte. Daher meldete er sich am 29. September 1939 freiwillig zum Fronteinsatz und kam an die Westfront, ehe er nach Narvik versetzt wurde. Danach begleitete
er die 6. Gebirgsdivision in Frankreich und Griechenland, bevor er 1945 in Italien in Kriegsgefangenschaft geriet, aus der er aber relativ bald wieder freikam. Im Zweiten Weltkrieg war Franz Trenk als Kriegsmaler eingesetzt. Seit dieser Zeit widmete er sich fast ausschließlich der Technik des Aquarells und schloss damit an die Tradition der bedeutenden steirischen Landschaftsmalerei an. Noch während der Kriegszeit entstanden stimmungsvolle Bilder der skandinavischen und französischen Atlantikküste, von Paris, Oslo, und Athen. Graz, die Steiermark, die österreichischen Alpen und die Landschaft jener Länder, die er bereiste (Italien, Deutschland, Frankreich, Niederlande), lieferten ihm in den folgenden Jahren die Motive für Aquarelle von starker optischer Intensität.

### Nachkriegszeit

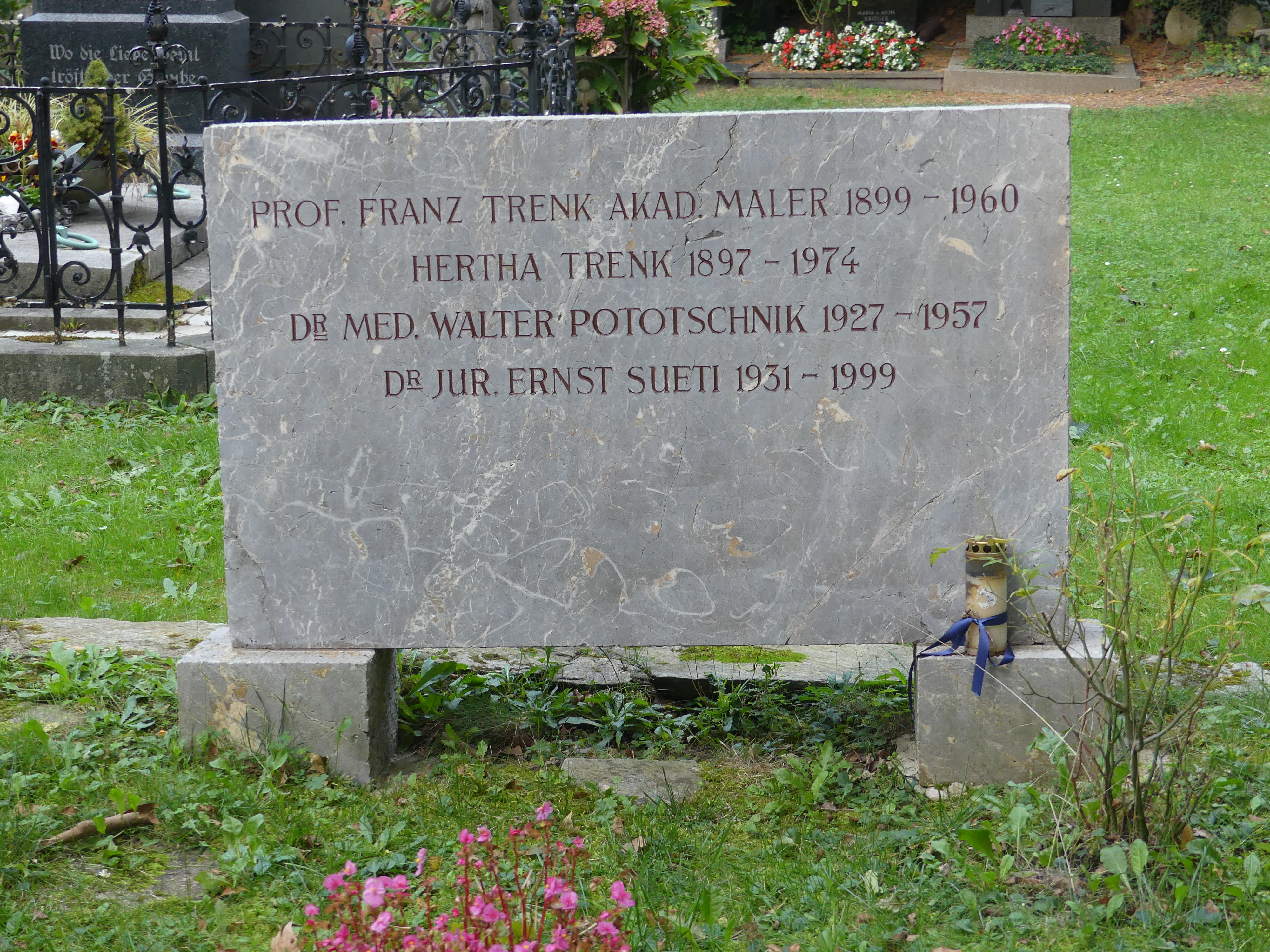
Grab von Franz Trenk auf einem Friedhof in Graz (2024)

Einem größeren Publikum wurde Franz Trenk als Bildchronist des Wirtschaftswunders der 1950er Jahre bekannt. Zahlreiche Industriebetriebe wie auch die Öffentlichkeit luden ihn ein, den Wiederaufbau und die neuesten Errungenschaften der Technik zu dokumentieren. Durch die Entwicklung einer dynamischen Bildsprache gelang ihm die adäquate Erfassung dieser ungewöhnlichen Thematik. Seine Aquarelle sind historische Bilddokumente von Technik und Industrie und Ausdruck der optimistischen Stimmung dieser Zeit. 
Franz Trenk starb am 1. September 1960 im Alter von 61 Jahren. Nach seinem Tod wurde in Graz die in Liebenau gelegene Trenkgasse nach ihm benannt.

## Werke (Auswahl)
- Das zerstörte Heeresmuseum nach dem Fliegerangriff am 10. September 1944, 1944, Gouache auf Papier, Heeresgeschichtliches Museum, Wien.